# Општина Маглај
Маглај је једна од 12 општина у Зеничко-добојском кантону Федерације БиХ. Сједиште општине је у Маглају. Кроз град Маглај и општину протиче ријека Босна.

## Становништво
По посљедњем службеном попису становништва из 1991. године, општина Маглај је имала 43.388 становника, распоређених у 56 насељених мјеста.
| Националност       | 1991.           | 1981.           | 1971.           |
| Муслимани          | 19.569 (45,10%) | 17.236 (40,88%) | 15.628 (41,57%) |
| Срби               | 13.312 (30,68%) | 13.662 (32,40%) | 13.888 (36,94%) |
| Хрвати             | 8.365 (19,27%)  | 8.341 (19,78%)  | 7.496 (19,94%)  |
| Југословени        | 1.508 (3,47%)   | 2.491 (5,90%)   | 240 (0,63%)     |
| остали и непознато | 634 (1,46%)     | 430 (1,01%)     | 335 (0,89%)     |
| Укупно             | 43.388          | 42.160          | 37.587          |

## Насеља
Послије потписивања Дејтонског споразума највећи дио општине Маглај припао је Федерацији БиХ. У састав Републике Српске ушла су насељена мјеста: Горња Пакленица, Доња Пакленица, Осојница, Рјечица Горња, Рјечица Доња, Стријежевица и Трбук, те дијелови насељених мјеста: Брезици, Брусница, Доњи Раковац и Лугови.
Аџе, Бакотић, Бијела Плоча, Брадићи Доњи, Брадићи Горњи, Брезици, Брезове Дане, Брусница, Чобе, Чусто Брдо, Домислица, Доња Бочиња, Доња Буковица, Доњи Раковац, Доњи Улишњак, Глобарица, Горња Бочиња, Горња Буковица, Горњи Раковац, Горњи Улишњак, Грабовица, Јабланица, Каменица, Комшићи, Копице, Косова, Крсно Поље, Лијешница, Лугови, Љубатовићи, Маглај, Матина, Мисурићи, Младошевица, Мошевац, Нови Шехер, Оруче, Ошве, Парница, Пире, Пољице, Понијево, Радојчићи, Радунице, Рајново Брдо, Равна, Страиште, Струпина и Тујница.